# Tylophora aristolochioides
Tylophora aristolochioides är en oleanderväxtart som beskrevs av Friedrich Anton Wilhelm Miquel. Tylophora aristolochioides ingår i släktet Tylophora och familjen oleanderväxter. Inga underarter finns listade i Catalogue of Life.